# 카이만아과
응이만아과(Caimaninae) 또는 카이만(Caiman)은 앨리게이터과에 속하는 악어이다. 카이만은 앨리게이터과에 속하는 두 개의 주요 계통 중 하나이며, 다른 하나는 악어이다.

## 하위 속
- 카이만속